# جاده اونیو
جاده اونیو (انگلیسی: Avenue Road) یک خیابان اصلی شمالی- جنوبی در تورنتو، انتاریو است. این جاده ادامه خیابان یونیورسیتی (تورنتو) است که از طریقپارک ملکه و کوئینز پارک کرسنت شرق و غرب به آن متصل می‌شود تا یک مسیر واحد را تشکیل دهد.